# Młynok (obwód żytomierski)
Młynok (ukr. Млинок) – wieś na Ukrainie, w obwodzie żytomierskim, w rejonie olewskim. W 2001 roku liczyła 129 mieszkańców.